# 陳昌
陳 昌（ちん しょう、大同3年（537年）- 天嘉元年3月25日（560年5月5日））は、南朝陳の皇族。衡陽献王。武帝陳霸先の六男。字は敬業。

## 経歴
大同11年（545年）、陳霸先が南征して交州の李賁を討つと、陳昌は章要児とともに沈恪に従って故郷の長城県に帰った。大宝2年（551年）、陳霸先が侯景を討つために豫章におもむくと、陳昌は章要児や陳蒨とともに侯景の軍に捕らえられた。大宝3年（552年）、侯景の乱が平定されると、陳昌は長城国世子・呉興郡太守に任じられた。陳霸先は謝哲や蔡景歴を派遣して陳昌の呉興郡統治を補佐させ、また杜之偉を派遣して陳昌に経書を教えさせた。まもなく陳頊とともに荊州におもむき、梁の元帝に仕えて員外散騎常侍となった。承聖3年（554年）、江陵が西魏の侵攻により陥落すると、陳昌は陳頊とともに関中に連行された。
永定元年（557年）、陳が建国されると、武帝（陳霸先）はたびたび陳頊と陳昌の身柄を返還するよう北周に要請し、北周はこれを許可しながら送還しようとしなかった。永定3年（559年）、武帝が崩御すると、陳昌は帰国の途についた。当時、王琳が長江中流域を占拠していたため、陳昌は帰国できず、安陸にとどまった。天嘉元年（560年）2月、陳昌は安陸から出発して、魯山を経由して長江を渡ろうとした。文帝（陳蒨）により使持節・散騎常侍・都督湘州諸軍事・驃騎将軍・湘州牧に任じられ、衡陽郡王に封じられた。
3月、国境を越え、長江を渡る途中、中流で船が沈没して溺死した。4月、柩が建康に帰った。侍中・仮黄鉞・都督中外諸軍事・太宰・揚州牧の位を追贈された。諡は献といった。
子はなく、文帝の七男の陳伯信が跡を嗣いだ。

## 伝記資料
- 『陳書』巻14 列伝第8
- 『南史』巻65 列伝第55